# 拉斯維加斯文化 (厄瓜多爾)
拉斯维加斯文化是公元前8000年至公元前4600年期间位於現今厄瓜多尔圣埃伦娜半岛附近出現的文明，也是南美洲最早的农业文明之一。當地人已懂得栽培南瓜和玉米。 